# Dead Silence Hides My Cries
Dead Silence Hides My Cries est un groupe biélorusse de metalcore, originaire de Minsk, actif entre 2009 et 2020.

## Histoire
Dead Silence Hides My Cries est formé en 2009 par Matvei Fedorenchik (au début au chant, puis à la basse). Quatre autres musiciens rejoignent rapidement Fedorenchik : Ewgeny Gewrasew (guitare électrique), Igor (basse), Sergey (batterie) et Vlad Yukhnel (guitare électrique), ce qui permet au groupe de donner son premier concert en mars 2009. Après avoir travaillé sur suffisamment de chansons pour pouvoir produire un EP, le groupe commence à enregistrer, ce qui doit être interrompu en raison du départ d'un de leurs guitaristes. En décembre 2009, un premier single, Everyone Burns in this Hell, sort, mais de qualité modeste. Le groupe est en contact avec les labels Sumerian Records et StandBy Records, qui étaient encore inconnus à l'époque, mais une signature avec ces labels n'aboutit pas pour des raisons inconnues.
En décembre 2010, le premier album The Wretched Symphony sort dans une meilleure qualité. Sur l'album, le groupe collabore sur un morceau avec un Betraying the Martyrs. Entre-temps, le groupe fait face à plusieurs changements de line-up, si bien qu'il ne reste plus que Matvei Fedorenchik comme seul musicien de la première formation du groupe. Entre-temps, trois nouveaux musiciens font partie du groupe : Ilya Matusevich (batterie), Maxim Chapliuk (guitare électrique) et Nikita Zwonstsow (clavier). En été 2011, une édition deluxe de The Wretched Symphony, comprenant 14 morceaux, sort. En février 2013, le groupe signe avec Artery Recordings,. C'est par le biais de ce label que sort le deuxième album du groupe, intitulé The Symphony of Hope,. Le groupe se met par la suite à la recherche de deux musiciens aux États-Unis.
Dead Silence Hides My Cries annonce sa séparation en 2020 sur ses réseaux sociaux.

## Style musical
Le groupe joue du post-hardcore classique avec des influences de metalcore, de musique électronique et de musique classique. Le groupe décrit lui-même son style musical comme « epic core ». Les paroles des chansons, toutes écrites en anglais, traitent plutôt de sujets personnels. Ainsi, Fedorenchik dédie Rest in Piece, My Friend à sa grand-mère, My Inspiration à son ex-petite amie, tandis que les titres Who Are You, Mr. Brooks et The Pursuit of the Dream sont nommés d'après les films homonymes.

## Discographie

### Albums studio
- 2010 : The Wretched Symphony
- 2011 : The Wretched Symphony Deluxe Edition
- 2013 : The Symphony of Hope (Artery Recordings)

### Reprises
- 2012 : HALO (reprise de Beyoncé)
- 2012 : Set Fire to the Rain (reprise d'Adele)
- 2013 : Press Start (reprise 8-bit)

### Singles
- 2012 : My Hard and Long Way Home

### Démos
- 2010 : Demo